# Венсан дьо Моро-Жафери
Венсан дьо Моро-Жафери (на френски: Vincent de Moro Giafferi), пълно име Ксавие Етиен Йожен дьо Моро-Жафери (на френски: Xavier Étienne Eugène de Moro-Giafferi), е най-известният френски адвокат по наказателни дела през първата половина на 20 век.

## Биография
Моро-Жафери е от корсикански произход. През 1902 г. той, само на 24 години, става най-младия адвокат в Париж. През Първата световна война е офицер и е награден с френски орден на заслуги и храброст (Croix de Guerre).
През 1919 – 1928 г. е представител от Корсика във френското Национално събрание като член на Радикалната социалистическата партия, която подкрепя Пиер Мендес-Франс. По това време започва и блестящата му кариера на адвокат по наказателни дела, по които е известен с разгорещените си емоционални пледоарии и оригинални импровизирани искания. Особено популярност добива със защитата си:
- на серийния убиец на жени Анри Дезире Ландру от 1921 г.;
- на бившия френски премиер Жозеф Кайо, който е обвинен във воденето на сепаративни преговори за мир с Германия през 1918 г.;
- на редактора Люсиен Семакс на комунистическия френски вестник „Юманите“, който е обвинен в шпионаж;
- по делото за убийството на Жозеф Сезнек от 1924 г. (по което до днес се спори дали има съдебна грешка);
- по делото за групата на анархистите на Жул Воно от 1913 г.; както и
- по делото срещу убийцата Ойген Уидман от 1939 г. (която е последната гилотинирана жена в съдебната история на Франция).

Две са делата, с които Венсан дьо Моро-Жафери си спечелва световна слава: за измамата по аферата Стависки и по „най-скъпия атентат в историята“ – за убийството на третия секретар на Германското посолство в Париж Ернст фон Рат от евреина Хершел Гринспан, което отприщва събитията в Третия Райх, добили известност като Кристалната нощ.
Венсан дьо Моро-Жафери като изявен пеналист се включва в известния контрапроцес в Лондон на Лайпцигския процес за подпалването на Райхстага срещу Маринус ван дер Любе и 3 български комунисти, сред които и бъдещия генерален секретар на Коминтерна Георги Димитров. На този импровизиран контрапроцес той остро атакува бъдещия райхсмаршал Херман Гьоринг, който обвинява световното еврейство в конспирация и пр. По това време Моро-Гиафери се включва в Международната лига срещу антисемитизма, от името на която участва в няколко процеса с отправени обвинения срещу известни евреи като тези в Кайро и Давос.
Като главен юридически, а и идеологически, опонент на Моро-Жафери се изявява германският юрист Фридрих Грим. След атентата в Париж, извършен от Хершел Гринспан, защитата му е поета от Моро-Жафери. Имперският съвет за сигурност на Райха възлага на Грим случая по защитата на германските интереси и по завеждането на иск за кръвнина във френския наказателен процес срещу Гринспан.
След спечелването на битката за Франция от Вермахта Моро-Жафери се установява в Прованса, а сетне и в родната Корсика. По това време Гестапо обискира офиса на Международната лига срещу антисемитизма, като германската тайна полиция излиза със съобщение, че е открила компрометиращи защитата на Гринспан документи, уличаващи Моро-Жафери в машинации. Въпреки това той продължава до упражнява адвокатската си практика и по време на войната. Адвокатства до смъртта си. През 1946 – 1956 г. е заместник-председател на френските републиканци, продължавайки и политическата си кариера.